# Connecticut shade tobacco

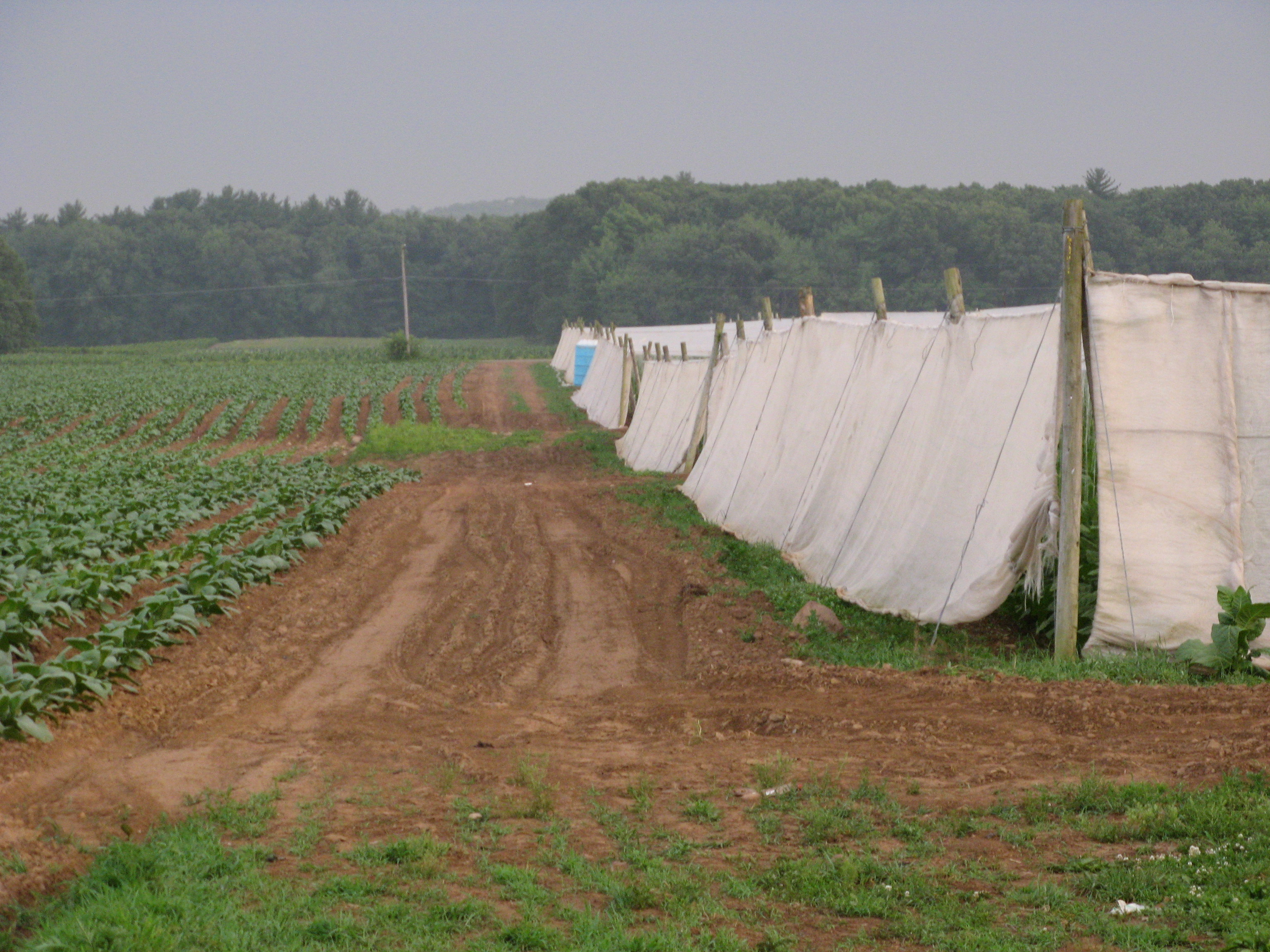
Campo di tabacco di tipo "Connecticut shade tobacco" coltivato sotto apposite tende ad East Windsor, Connecticut

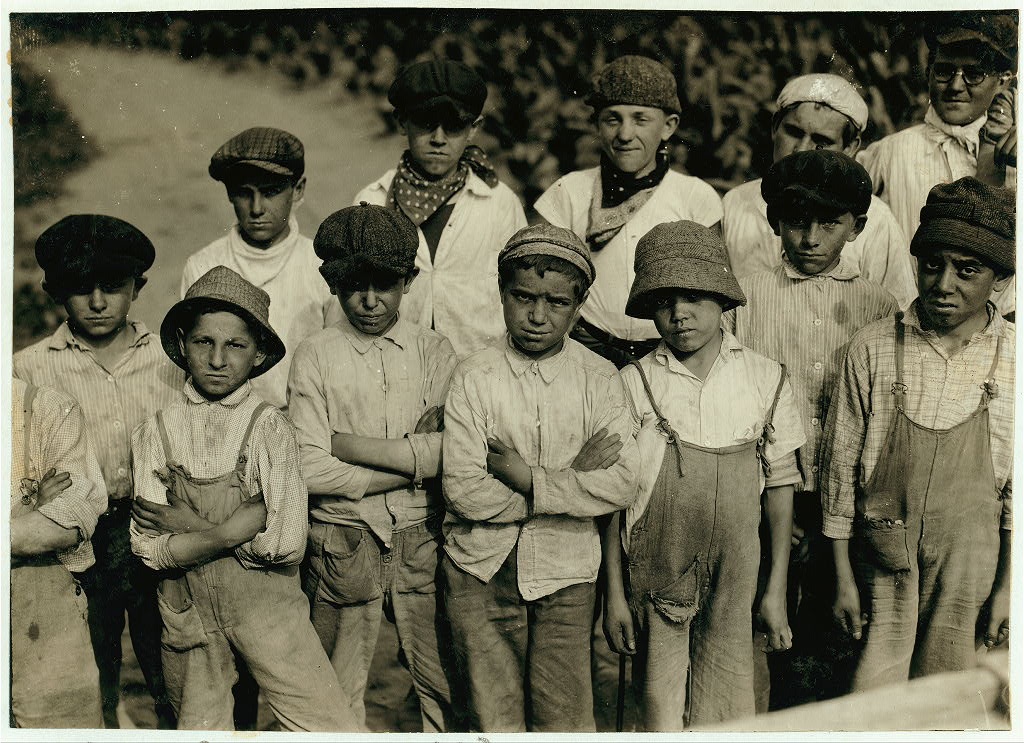
Lavoratori nelle piantagioni di tabacco (tra cui bambini) alla Goodrich Tobacco Farm presso Gildersleeve, Connecticut, 1917

Il Connecticut shade tobacco è una tipologia di tabacco cresciuta presso la valle del fiume Connecticut negli Stati Uniti, negli stati del Connecticut, Massachusetts e Vermont meridionale, ed è utilizzato prevalentemente per avvolgere i sigari.

## Storia
La coltivazione del tabacco nella Valle del Connecticut ha una lunga storia. Quando i primi coloni giunsero nella valle negli anni '30 del Seicento, il tabacco veniva già coltivato dalla popolazione locale. Il villaggio di Windsor divenne ben presto l'epicentro dell'industria del tabacco nel Connecticut. La città, fondata nel 1633, iniziò da subito la produzione del tabacco sia ad uso dei coloni locali sia per il commercio. Il tabacco coltivato era prodotto prevalentemente da pipa. Da subito però divenne chiaro che il terreno presso il fiume, ricco di limo sabbioso, si dimostrava ideale per il raccolto. 140 km² di terra nel Connecticut venne ricoperta con terriccio Windsor, dal nome della città di Windsor.
Malgrado il tabacco da pipa, i sigari acquisirono ancora più importanza. Inizialmente il primo tabacco di questo genere ad essere coltivato era definito "Shoestring", ma venne ben presto rimpiazzata dalla varietà "Broadleaf", più adatta all'industria. Questo tabacco venne coltivato e commercializzato particolarmente nel corso della guerra civile americana in tutta la valle del Connecticut, raggiungendo fama in tutti gli Stati Uniti.
Sin dal Settecento, questo tabacco è stato esportato tramite il fiume Connecticut anche presso i porti europei.
La richiesta sempre maggiore per la produzione di sigari di alta qualità, nel tempo, richiese lo sviluppo di piante sempre più resistenti per venire incontro alle esigenze del commercio. Coltivatori e scienziati lavorarono insieme per produrre degli ibridi per entrare in competizione con Cuba e con l'Asia e per questo motivo, dagli inizi del Novecento, nacque il vero e proprio "Connecticut shade", coltivato con apposite tende di tessuto per ripararlo dalla luce diretta de lsole e mantenere una certa umidità all'interno delle colture.
In cento anni la tecnica di coltivazione è ben poco cambiata: i tendaggi sono prodotti con materiale durevole (un tempo cotone, oggi fibra sintetica). Sotto le tende il sole è diffuso ma non diretto, l'aria è umida, e la temperatura ambientale è più calda che all'esterno. Il filtraggio della luce solare produce foglie di tabacco più elastiche e di colore leggermente più chiaro rispetto al normale.
Negli anni '20 del Novecento, il proibizionismo non consentì la vendita dell'alcool nel Connecticut, e per contro la produzione di tabacco nel medesimo stato raggiunse il suo picco massimo. Al suo picco massimo erano 81 i chilometri quadrati di tabacco ad essere coltivati nella valle del Connecticut. Attualmente il tabacco coltivato si estende per 8.1 km².
Attualmente le foglie di questo tabacco sono utilizzate per avvolgere sigari di pregio.